# Žilvinas Kempinas
Žilvinas Kempinas, né en 1969 à Plungė en Lituanie, est un artiste contemporain qui vit et travaille à New York.

## Biographie
Žilvinas Kempinas obtient son MFA au Hunter College de l'université de la Ville de New York, en 2002, et son BFA du Vilnius Academy of Art, Lituanie, en 1993. Kempinas est représenté à New York et Paris par la galerie Yvon Lambert, et à Vilnius par la Vartai Gallery.
La première exposition de Kempinas à New York a eu lieu au PS1 Contemporary Art Center en 2003 et à la Spencer Brownstone Gallery in 2004. L'artiste a gagné une renommée internationale depuis que sa deuxième exposition à Spencer Brownstone – Columns and Bike Messenger – a été entièrement achetée par The Margulies Collection en 2006 et exposée durant  Art Basel Miami Beach cette même année. En 2007, il a été présenté par le magazine Art Review Magazine comme l'un de ses « futurs grands ». La même année, il a reçu le Prix Calder et une résidence à l'Atelier Calder à Saché en Indre-et-Loire de janvier à juin 2008,. En 2008, l'artiste a exposé au San Francisco Museum of Modern Art et, en 2009, dans une exposition qui lui était uniquement consacrée à la Kunsthalle de Vienne. En 2009, Kempinas a représenté la Lituanie à la 53e Biennale de Venise.

## Œuvres

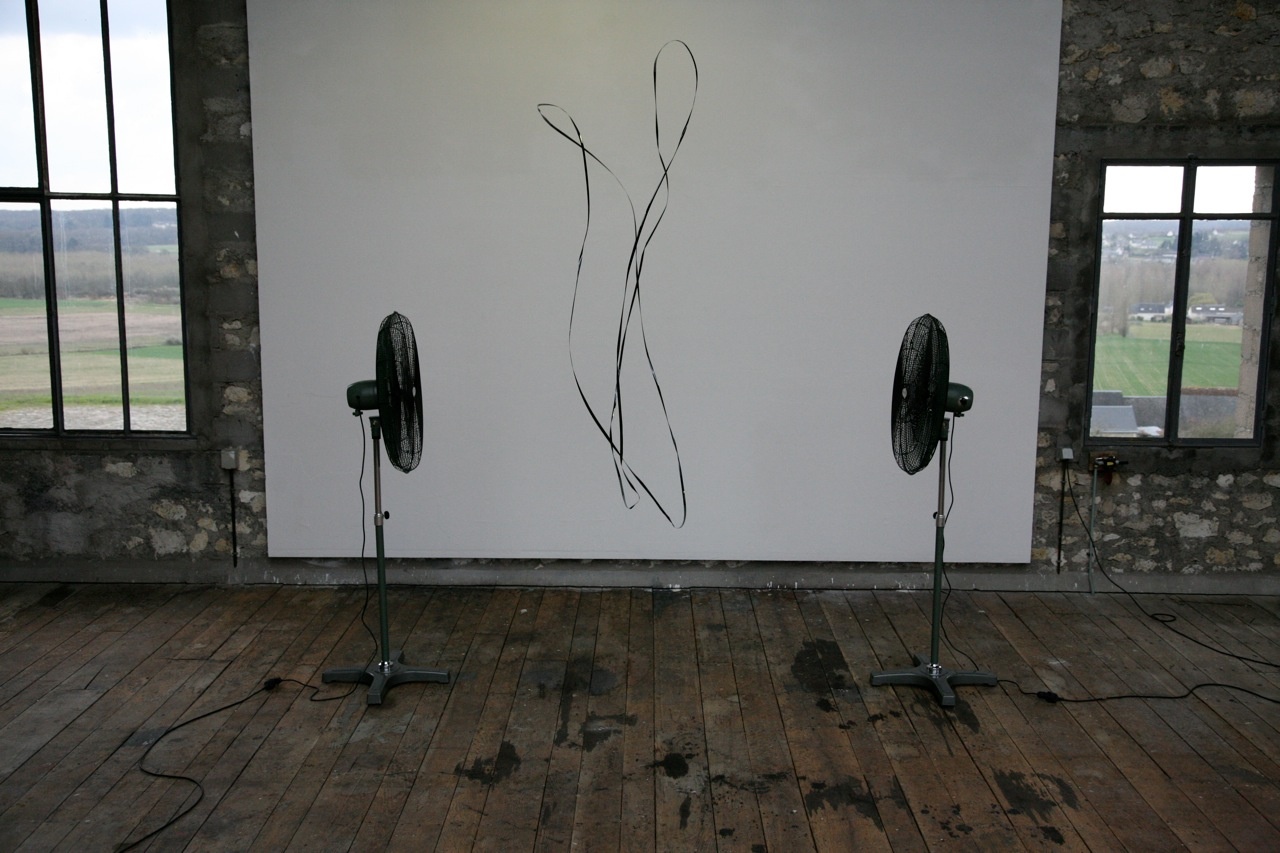
Zilvinas Kempinas, DOUBLE O, 2008, installation view, Atelier Calder, Saché, France.

Kempinas emploie des matériaux non traditionnels pour créer des expositions actives et dynamiques, le plus couramment sous la forme d'installations. Dans plusieurs de ses œuvres, Kempinas utilise son matériel de signature, des bandes magnétiques déroulées. L'utilisation de la bande magnétique affecte le spectateur à travers différents sens: visuel, auditif et presque physiquement.
Dans son travail Double O de 2008, il dirigea deux grands ventilateurs électriques vers deux boucles de bande magnétique provoquant leur vol perpétuel et leur danse entre les flux d'air.
À la biennale de Venise 2009, Kempinas a présenté une nouvelle installation majeure appelée Tube. Positionnée dans le pavillon de la Lituanie à la Scuola Grande della Misericordia, Tube est composé de bandes magnétiques alignées parallèles au sol créant un gros cylindre translucide ou un tunnel à l'intérieur duquel les spectateurs peuvent marcher. L’œuvre engage l'expérience physique et optique du spectateur, le passage du temps, et la perception du corps et de l'architecture.